# Hugo Viana
Hugo Miguel Ferreira Viana (Barcelos, 15 de enero de 1983) es un exfutbolista portugués que jugó para su selección nacional. Se desempeñaba generalmente como mediocentro, aunque supo jugar de mediapunta o como volante por izquierda. Actualmente es jefe de deportes del Sporting de Portugal.
Empezó su carrera en el Sporting de Portugal, donde ganó el premio al «mejor futbolista europeo joven» en 2002 y fue fichado por el Newcastle United por 12 millones de €, donde jugó 2 temporadas, después de una mala racha de lesiones volvió al Sporting cedido. En la temporada 2005-06 se fue cedido al Valencia, y en marzo de 2006 lo contrataron por 2,25 millones de €.
Viana debutó en la selección nacional el 14 de noviembre de 2001, en un partido amistoso contra la selección de Angola, con victoria por 5-1. Pese a estar convocado, no jugó en los mundiales de 2002 pero sí lo hizo en las Olimpiadas de 2004. Volvió a la selección después de la Eurocopa 2004.
Hugo Viana juega en la posición de mediocentro, tanto de jugador de ataque como de extremo. Es zurdo, y se caracteriza por su exquisita técnica y golpeo de balón. Saca córneres y faltas con maestría y rinde mejor en compañía de un medio centro defensivo aunque también ha jugado en la media punta con muy buenos resultados. Característico entre los portugueses por la picardía y el potrero que no se encuentra habitualmente en el país luso, amén de la pegada exquisita.  Demostrando de tal forma cómo no era un jugador de segundos tiempos solamente.

## Selección nacional

### Participaciones en Copas del Mundo
| Mundial                        | Sede                | Resultado    |
| ------------------------------ | ------------------- | ------------ |
| Copa Mundial de Fútbol de 2002 | Corea del Sur Japón | Primera fase |
| Copa Mundial de Fútbol de 2006 | Alemania            | Semifinal    |

### Participaciones en Eurocopas
| Mundial       | Sede              | Resultado |
| ------------- | ----------------- | --------- |
| Eurocopa 2012 | Polonia · Ucrania | Semifinal |

## Clubes
| Club                             | País       | Año       |
| -------------------------------- | ---------- | --------- |
| Sporting de Portugal             | Portugal   | 2001-2002 |
| Newcastle United                 | Inglaterra | 2002-2006 |
| Sporting de Portugal (cedido)    | Portugal   | 2004-2005 |
| Valencia CF (cedido)             | España     | 2005-2006 |
| Valencia CF                      | España     | 2006-2010 |
| CA Osasuna                       | España     | 2007-2008 |
| Sporting Clube de Braga (cedido) | Portugal   | 2009-2010 |
| Sporting Clube de Braga          | Portugal   | 2010-2013 |
| Al-Ahli F.C.                     | EAU        | 2013-2014 |
| Al-Wasl F.C.                     | EAU        | 2015-2016 |